# 鍾國榮
鍾國榮（英語：Chong Coc Veng，1959年—)，出生於澳門，是現任澳門足總會員大會副會長和澳門格蘭披治大賽車組委會賽事專責小組組長。
2022年12月16日，澳門足球總會在皇家金堡酒店會議廳召開2022年度會員大會，除工作報告外，並進行換屆改選。新屆領導層由原副理事長賴百齡擔任理事長，原理事長鍾國榮任會員大會副會長。
鍾國榮亦是位於氹仔的六棉酒家的股東之一。

## 公職經驗
- 2000年至今 中國-澳門汽車總會理事長
- 2001年至今 澳門格蘭披治大賽車組織委員會委員
- 2002年至2015年 民政總署諮詢委員會成員
- 2007年至今 澳門足球總會執行委員會主席
- 2008年至今 中國澳門體育暨奧林匹克委員會副理事長[3]
- 2008年至今 交通事務局機動車輛商標和型號核准委員會委員
- 2009年至2016年 體育委員會委員
- 2016年至今 慢性病防制委員會委員
- 2017年至今 環境諮詢委員會成員[4]
- 2019年至2024年 市政署市政諮詢委員會委員[5]

## 澳門足球代表隊退賽事件
2019年6月9日，澳門足球總會決定不派隊前往斯里蘭卡出戰2022年世界盃亞洲區外圍賽預賽次回合賽事，足總在澳門運動場召開記者會作解釋及解答傳媒提問，鍾國榮在會上一再強調，一切決定是是基於安全考慮為先，在未能百分百保證人身安全的情況下，絕不能貿然讓球員冒險。